# Ravanusa
Ravanusa (en sicilien « Rivinusa ») est une commune italienne de 15 222 habitants  de la province d'Agrigente, dans la région de Sicile.

## Histoire
Ravanusa est aussi appelée « ville du Mont Saracino » du nom de la colline qui surplombe la commune. Ce mont a une riche histoire, car s'y succédèrent Sicanes et Grecs entre le VIIIe et le IIIe siècle av. J.-C. Il s'agirait de l'antique Kastros. De cette période restent en héritage de nombreux vases en terre cuite que l'on peut admirer au Musée archéologique Salvatore Lauricella de Ravanusa.
La famille du mafieux italo-américain Carlos Marcello est issue de cette commune.
Le 11 décembre 2021, une explosion provoque l'effondrement de quatre immeubles à Ravanusa et la mort de neuf personnes.

## Administration
Armando Savarino est le maire de la commune depuis le 1er juillet 2008.

## Culture
Lu Papanzicu (du sicilien la cigale) est, depuis 2002, le journal mensuel d'information de la commune, en italien. Il organise plusieurs concours chaque année :
- un prix de poésie « l'Altra metà del cielo » (l'autre moitié du ciel) : un concours de poésie en italien auquel participent uniquement des femmes et dont le thème est justement La Femme. Les vainqueurs obtiennent leur prix le 8 mars, journée internationale des droits de la femme ;

- le prix « Lu Papanzicu » : un concours de littérature dont le thème est la Sicile. Il se compose de trois sections : langue italienne, langue sicilienne et courtes nouvelles ayant pour thème la Sicile.

## Jumelages
Récemment, la commune sicilienne a annoncé un prochain jumelage avec Sulzbach (Sarre), une commune allemande d'environ 18 000 habitants, dont de nombreux immigrés en provenance de Ravanusa.
Un jumelage est également acté avec la ville de Forbach en Moselle-Est, une sous-préfecture de Lorraine en France d'environ 23 000 habitants. La même culture minière n'y est certainement pas étrangère.
- Marignane (France) depuis 2016

## Immigration
De nombreuses personnes originaires de Ravanusa se trouvent aujourd'hui en France ou en Allemagne, à Sulzbach notamment.

## Personnalités liées à la commune
- Salvatore Lauricella, député italien et président de l'Assemblée régionale sicilienne, a longtemps été maire de la commune et a donné son nom au musée archéologique communal ouvert en 2007.

## Communes limitrophes
Butera, Campobello di Licata, Licata, Mazzarino, Naro, Riesi, Sommatino